# خدمت فدرال نظارت بر ارتباطات، فناوری اطلاعات و رسانه‌های جمعی
خدمات فدرال نظارت بر ارتباطات، فناوری اطلاعات و رسانه‌های جمعی (روسی: Федеральная служба по надзору в сфере связи, информационных технологий и массовых коммуникаций) به اختصار روسکماندزور(Roskomnadzor) (روسی: Роскомнадзор) دستگاه اجرایی فدرال روسیه است که مسئول سانسور در رسانه و ارتباطات است. رسانه‌های الکترونیکی، ارتباطات جمعی، فناوری اطلاعات و ارتباطات، نظارت بر پیروی از قانون حمایت از محرمانه بودن داده‌های شخصی در حال پردازش و سازماندهی نحوه کار فرکانس‌های رادیویی از جمله حوزه‌های فعالیت آن هستند.

## تاریخچه
این سرویس فدرال در ماه مه ۲۰۰۸ دوباره تأسیس شد. قطعنامه ۴۱۹، «دربارهٔ خدمت فدرال نظارت بر حوزه مخابرات، فناوری‌های اطلاعات و ارتباطات جمعی»، در ۶ فوریه ۲۰۰۸ تصویب شد.